# Dénezé-sous-Doué
Dénezé-sous-Doué is een gemeente in het Franse departement Maine-et-Loire (regio Pays de la Loire) en telt 404 inwoners (1999). De plaats maakt deel uit van het arrondissement Saumur.

## Geografie
De oppervlakte van Dénezé-sous-Doué bedraagt 23,2 km², de bevolkingsdichtheid is 17,4 inwoners per km².
De onderstaande kaart toont de ligging van Dénezé-sous-Doué met de belangrijkste infrastructuur en aangrenzende gemeenten.

## Demografie
Onderstaande figuur toont het verloop van het inwonertal (bron: INSEE-tellingen).